# Karl Michael Eggena
Karl Michael Eggena (* 19. August 1789 in Kassel; † 17. oder 18. Dezember 1840 in Fulda) war ein kurhessischer Politiker und Jurist.

## Leben
Sein Vater, Christoph Ludwig Eggena, war Kaufmann in Kassel. Karl Michael Eggena studierte ab 1806 Rechtswissenschaften an der Philipps-Universität Marburg.
Karl Eggena war mit einer Tochter von Johann Samuel Nahl, Bildhauer und Akademiedirektor in Kassel, verheiratet.
Eggena war zunächst Advokat und dann ab 1811 im Königreich Westphalen Procurator am Gericht erster Instanz und am Appellationsgerichtshof. 1814 wurde er Regierungsarchivar in nun kurhessischen Diensten. Er entwarf die Einteilung in Reposituren und Klassen für die Registraturen der kurhessischen Ministerien.
Ab 1821 wurde Eggena Generalsekretär der Ministerien der Justiz, des Innern und der Finanzen des Kurstaats, 1830 als Regierungsrat Referent im Staatsministerium und dort unter anderem zuständig für Gesetzgebungsangelegenheiten. Während des konstituierenden Landtags 1830 und der Versammlung des ersten Landtags 1831/32 war Karl Eggena Landtagskommissar, bildete also das Scharnier zwischen Regierung und Landtag. In dieser Funktion war er auch am Zustandekommen der Kurhessischen Verfassung von 1831 beteiligt, für die er Ende September Grundzüge und am 7. Oktober 1830 den ersten veröffentlichten Entwurf vorlegte. 1832 verwaltete er für rund vier Monate das Innenministerium, bis er im Mai 1832 seine berufliche Karriere als Direktor der Regierung in Fulda abschloss.
Die kurhessische Gemeindeordnung von 1834 geht wesentlich auf Eggenas Entwürfe zurück.